# Communauté de communes de l’Albe et des Lacs
Die Communauté de communes de l’Albe et des Lacs ist ein ehemaliger französischer Gemeindeverband mit der Rechtsform einer Communauté de communes im Département Moselle in der Region Lothringen. Sie wurde am 24. Dezember 2002 gegründet und umfasste zwölf Gemeinden. Der Verwaltungssitz befand sich im Ort Sarralbe.

## Historische Entwicklung
Mit Wirkung vom 1. Januar 2017 fusionierte der Gemeindeverband mit der Communauté d’agglomération Sarreguemines Confluences (vor 2017) und bildete so die Nachfolgeorganisation Communauté d’agglomération Sarreguemines Confluences. Trotz der Namensgleichheit handelt es sich um eine Neugründung mit anderer Rechtspersönlichkeit.

## Ehemalige Mitgliedsgemeinden
1. Hazembourg
2. Hilsprich
3. Holving
4. Kappelkinger
5. Kirviller
6. Nelling
7. Puttelange-aux-Lacs
8. Rémering-lès-Puttelange
9. Richeling
10. Saint-Jean-Rohrbach
11. Sarralbe
12. Le Val-de-Guéblange